# 調査役
調査役（ちょうさやく）は、役所や企業における職名である。主に金融機関における役職名として使われる。

## 金融機関
銀行や生命保険会社等の金融機関において、調査役は職位ないしは役職である。階位としては中堅の位置づけとなる。なお欧米投資銀行に習い、英語には「Vice President（VP）」と訳すことが多い。
調査役の下位として「副調査役」「調査役補」、上位として「上席調査役」「主任調査役」などを設けている機関もある。

## 役所
中央省庁や地方公共団体において、調査研究を行う職種の職員に対して、調査役という役職名を設けている場合がある。